# بيت السعيدي (كحلان عفار)

تعديل مصدري - تعديل

بيت السعيدي هي إحدى قرى عزلة بنى الطربى بمديرية كحلان عفار التابعة لمحافظة حجة، بلغ تعداد سكانها 171 نسمة حسب تعداد اليمن لعام 2004.